# Ben Curtis
Ben Clifford Curtis (født 26. maj 1977 i Columbus, Ohio, USA) er en amerikansk golfspiller, der pr. juli 2008 står noteret for 3 sejre på PGA Touren. Curtis' bedste resultat i en Major-turnering er hans sejr ved British Open i 2003. Danske Thomas Bjørn lå frem til allersidst til at vinde turneringen, men måtte i sidste ende se den relativt ukendte Curtis rende med titlen.

## Eksterne links
- Ben Curtis' profil hos PGA (engelsk)
- Ben Curtis' profil hos Official World Golf Ranking (engelsk)
- Ben Curtis' profil hos EuroTour (engelsk)
- Ben Curtis' profil hos NNDB (engelsk)
- Ben Curtis' profil hos Encyclopædia Britannica Online (engelsk)